# Функция Веблена
В математике функции Веблена — иерархия нормальных функций, строго возрастающих от ординала к ординалу, предложенная Освальдом Вебленом в 1908 году. Если {\displaystyle \varphi _{0}} — это какая-либо нормальная функция, тогда для любого ненулевого ординала {\displaystyle \alpha } функция {\displaystyle \varphi _{\alpha }} перечисляет общие неподвижные точки всех {\displaystyle \varphi _{\beta }} для {\displaystyle \beta <\alpha .} Все эти функции нормальные.

## Иерархия Веблена
В частном случае, когда {\displaystyle \varphi _{0}(\alpha )=\omega ^{\alpha }}, это семейство функций называется иерархией Веблена; {\displaystyle \varphi _{1}(\alpha )=\varepsilon _{\alpha },\,\varphi _{2}(\alpha )=\zeta _{\alpha },\,\varphi _{3}(\alpha )=\eta _{\alpha }.} В связи с иерархией Веблена применяется вариация нормальной формы Кантора — любой ненулевой ординал {\displaystyle \alpha } может быть уникально записан как {\displaystyle \alpha =\varphi _{\beta _{1}}(\gamma _{1})+\varphi _{\beta _{2}}(\gamma _{2})+\cdots +\varphi _{\beta _{k}}(\gamma _{k}),} где {\displaystyle k>0} — некое натуральное число, {\displaystyle \varphi _{\beta _{m}}(\gamma _{m})\geq \varphi _{\beta _{m+1}}(\gamma _{m+1})} и {\displaystyle \gamma _{m}<\varphi _{\beta _{m}}(\gamma _{m}).} Таким образом, фундаментальная последовательность для любого ненулевого ординала {\displaystyle \alpha } может быть определена из выражения {\displaystyle \alpha [n]=\varphi _{\beta _{1}}(\gamma _{1})+\cdots +\varphi _{\beta _{k-1}}(\gamma _{k-1})+\varphi _{\beta _{k}}(\gamma _{k})[n]} с учётом следующих правил:
1. Если {\displaystyle \beta =0,} тогда {\displaystyle \varphi _{0}(\gamma +1)[n]=\omega ^{\gamma }\cdot n,} поскольку {\displaystyle \varphi _{0}(0)=1} и {\displaystyle \varphi _{0}(\gamma )=\omega ^{\gamma }.}
2. Если {\displaystyle \gamma =0,} тогда {\displaystyle \varphi _{\beta +1}(0)[0]=0} и {\displaystyle \varphi _{\beta +1}(0)[n+1]=\varphi _{\beta }(\varphi _{\beta +1}(0)[n]),} то есть {\displaystyle \varphi _{\beta +1}(0)[n]=\varphi _{\beta }^{n}(0).}
3. Если {\displaystyle \gamma } — предельный ординал, тогда {\displaystyle \varphi _{\beta }(\gamma )[n]=\varphi _{\beta }(\gamma [n]).}
4. Если {\displaystyle \beta } — предельный ординал, тогда {\displaystyle \varphi _{\beta }(0)[n]=\varphi _{\beta [n]}(0)} и {\displaystyle \varphi _{\beta }(\gamma +1)[n]=\varphi _{\beta [n]}(\varphi _{\beta }(\gamma )+1).}
5. Иначе {\displaystyle \varphi _{\beta +1}(\gamma +1)[0]=\varphi _{\beta +1}(\gamma )+1} и {\displaystyle \varphi _{\beta +1}(\gamma +1)[n+1]=\varphi _{\beta }(\varphi _{\beta +1}(\gamma +1)[n]),} то есть {\displaystyle \varphi _{\beta +1}(\gamma +1)[n]=\varphi _{\beta }^{n}(\varphi _{\beta +1}(\gamma )+1).}

### Примеры
| применение правила 2 | применение правила 5 |
| {\displaystyle \varphi _{1}(0)[0]=\varepsilon _{0}[0]=0} | {\displaystyle \varphi _{1}(1)[0]=\varphi _{1}(0)+1=\varepsilon _{0}+1=\varepsilon _{1}[0]} |
| {\displaystyle \varphi _{1}(0)[1]=\varphi _{0}(\varphi _{1}(0)[0])=\varphi _{0}(0)=\omega ^{0}=1}                                                                        | {\displaystyle \varphi _{1}(1)[1]=\varphi _{0}(\varphi _{1}(1)[0])=\varepsilon _{1}[1]=\omega ^{\varepsilon _{0}+1}}                                                                                |
| {\displaystyle \varphi _{1}(0)[2]=\varphi _{0}(\varphi _{1}(0)[1])=\omega ^{1}=\omega }                                                                                  | {\displaystyle \varphi _{1}(1)[2]=\varphi _{0}(\varphi _{1}(1)[1])=\varepsilon _{1}[2]=\omega ^{\omega ^{\varepsilon _{0}+1}}}                                                                      |
| {\displaystyle \varphi _{1}(0)[3]=\varphi _{0}(\varphi _{1}(0)[2])=\omega ^{\omega }}                                                                                    | {\displaystyle \varphi _{1}(1)[3]=\varphi _{0}(\varphi _{1}(1)[2])=\varepsilon _{1}[3]=\omega ^{\omega ^{\omega ^{\varepsilon _{0}+1}}}}                                                            |
| {\displaystyle \varphi _{1}(0)[4]=\varphi _{0}(\varphi _{1}(0)[3])=\omega ^{\omega ^{\omega }}}                                                                          | {\displaystyle \varphi _{1}(1)[4]=\varphi _{0}(\varphi _{1}(1)[3])=\varepsilon _{1}[4]=\omega ^{\omega ^{\omega ^{\omega ^{\varepsilon _{0}+1}}}}}                                                  |
| {\displaystyle \varphi _{2}(0)[4]=\varphi _{1}(\varphi _{1}(\varphi _{1}(\varphi _{1}(0))))=\varepsilon _{\varepsilon _{\varepsilon _{\varepsilon _{0}}}}=\zeta _{0}[4]} | {\displaystyle \varphi _{2}(1)[4]=\varphi _{1}(\varphi _{1}(\varphi _{1}(\varphi _{1}(\varphi _{2}(0)+1))))=\varepsilon _{\varepsilon _{\varepsilon _{\varepsilon _{\zeta _{0}+1}}}}=\zeta _{1}[4]} |
| {\displaystyle \varphi _{3}(0)[4]=\varphi _{2}(\varphi _{2}(\varphi _{2}(\varphi _{2}(0))))=\zeta _{\zeta _{\zeta _{\zeta _{0}}}}=\eta _{0}[4]}                          | {\displaystyle \varphi _{3}(1)[4]=\varphi _{2}(\varphi _{2}(\varphi _{2}(\varphi _{2}(\varphi _{3}(0)+1))))=\zeta _{\zeta _{\zeta _{\zeta _{\eta _{0}+1}}}}=\eta _{1}[4]}                           |
| --- | --- |

{\displaystyle \varphi _{0}(3)[n]=\omega ^{2}\cdot n} (правило 1)
{\displaystyle \varphi _{0}(\varphi _{0}(1))[n]=\varphi _{0}(\varphi _{0}(1)[n])=\omega ^{\omega [n]}=\omega ^{n}} (Правила 1 и 3)
{\displaystyle \varphi _{1}(\omega )[n]=\varphi _{1}(\omega [n])=\varphi _{1}(n)=\varepsilon _{n}} (правило 3)
{\displaystyle \varphi _{1}(\varphi _{1}(0))[n]=\varphi _{1}(\varphi _{1}(0)[n])=\varphi _{1}(\varepsilon _{0}[n])=\varepsilon _{\omega \uparrow \uparrow (n-1)}} (правило 3)
{\displaystyle \varphi _{\varphi _{0}(1)}(0)[n]=\varphi _{\omega }(0)[n]=\varphi _{\omega [n]}(0)=\varphi _{n}(0)} (правила 1 и 4)
{\displaystyle \varphi _{\varphi _{1}(0)}(0)[3]=\varphi _{\varepsilon _{0}}(0)[3]=\varphi _{\varepsilon _{0}[3]}(0)=\varphi _{\omega ^{\omega }}(0)} (правило 4)
Соответствующие примеры для быстрорастущей иерархии:
{\displaystyle f_{\varphi _{1}(0)}(4)=f_{\varphi _{1}(0)[4]}(4)=f_{\omega ^{\omega ^{\omega }}}(4)}
{\displaystyle f_{\varphi _{1}(1)}(3)=f_{\varphi _{1}(1)[3]}(3)=f_{\omega ^{\omega ^{\omega ^{\varepsilon _{0}+1}}}}(3)}

### Г-функция
Функция Γ перечисляет ординалы {\displaystyle \alpha ,} такие что {\displaystyle \varphi _{\alpha }(0)=\alpha .} Наименьший ординал {\displaystyle \alpha ,} для которого выполняется это условие, называется ординалом Фефермана {\displaystyle \Gamma _{0}.} Фундаментальная последовательность для него определяется следующими выражениями:
- {\displaystyle \Gamma _{0}[0]=0\,} и {\displaystyle \Gamma _{0}[n+1]=\varphi _{\Gamma _{0}[n]}(0).}
- Для {\displaystyle \Gamma _{\beta +1}} верно {\displaystyle \Gamma _{\beta +1}[0]=\Gamma _{\beta }+1} и {\displaystyle \Gamma _{\beta +1}[n+1]=\varphi _{\Gamma _{\beta +1}[n]}(0).}
- Если {\displaystyle \beta } — предельный ординал и {\displaystyle \beta <\Gamma _{\beta },} тогда {\displaystyle \Gamma _{\beta }[n]=\Gamma _{\beta [n]}.}

### Обобщение
Функция Веблена {\displaystyle \varphi _{\alpha }(\beta )} также может быть представлена в виде функции {\displaystyle \varphi (\alpha ,\beta )} двух аргументов. Веблен показал, как обобщить определение для того, чтобы получить функцию {\displaystyle \varphi (\alpha _{n},\alpha _{n-1},...,\alpha _{0})} для произвольного числа аргументов, а именно:
- {\displaystyle \varphi (\alpha )=\omega ^{\alpha }} для случая одной переменной,
- {\displaystyle \varphi (0,\alpha _{n-1},...,\alpha _{0})=\varphi (\alpha _{n-1},...,\alpha _{0}),} и
- для {\displaystyle \alpha >0,\,\gamma \mapsto \varphi (\alpha _{n},...,\alpha _{i+1},\alpha ,0,...,0,\gamma )} — это функция, перечисляющая общие неподвижные точки функций {\displaystyle \xi \mapsto \varphi (\alpha _{n},...,\alpha _{i+1},\beta ,\xi ,0,...,0)} для всех {\displaystyle \beta <\alpha .}

Например, {\displaystyle \varphi (1,0,\gamma )} — это {\displaystyle \gamma }-я неподвижная точка функций {\displaystyle \xi \mapsto \varphi (0,\xi ,0)=\varphi (\xi ,0),} а именно {\displaystyle \Gamma _{\gamma }.}
- {\displaystyle \varphi (1,0,0)=\Gamma _{0}} — ординал Фефермана.
- {\displaystyle \varphi (1,0,0,0)} — ординал Аккермана.
- Предел для {\displaystyle \varphi (1,0,...,0,0)} — малый ординал Веблена.